# Hector Dubois
 (février 2020).
Si vous disposez d'ouvrages ou d'articles de référence ou si vous connaissez des sites web de qualité traitant du thème abordé ici, merci de compléter l'article en donnant les références utiles à sa vérifiabilité et en les liant à la section « Notes et références ».
Hector Dubois, né le 30 novembre 1908 à Courcelles (Belgique) et mort le 16 juin 1991 à Clermont (Oise), est un résistant et homme politique français.

## Biographie
Né à Courcelles, en Belgique, il est le fils unique de l'entrepreneur Hector Dubois et de Hélène Lardinois. Sa famille fuit la Belgique à l'été 1914 lors de l'invasion allemande et trouve refuge en France.
Hector Dubois effectue ses études à l'école d'agriculture du Neubourg, à l’École nationale d'agriculture et à la Faculté de sciences de Rennes. Diplômé, licencié ès sciences, il devient ingénieur agricole à la ferme d'Arcy de Bury (Oise) de 1932 à 1972.
Durant la Seconde Guerre mondiale, il est désigné syndic cantonal de la Corporation paysanne. Fort de sa profession d'agriculteur, il ravitaille la population locale ainsi que des résistants qu'il héberge et cache des forces d'occupation.
En 1945, il est élu conseiller municipal de Bury et adjoint au maire, fonction qu'il conserve jusqu'en 1977. Proche des idées gaullistes et membre du Centre national des indépendants et paysans (CNIP), il est élu, en mars 1949, conseiller général du canton de Mouy (Oise). À la fin de l'année 1950, le RPF envisage de le faire figurer sur sa liste pour les élections législatives de juin 1951, les gaullistes semblant d'autant plus tenir à ce choix qu'Hector Dubois bénéficie du soutien de l'évêché de Beauvais. Cependant, le conseiller général se récuse, ne souhaitant pas suivre les instructions d'un parti politique, et se contente de participer à la campagne des gaullistes, en présidant, par exemple, la réunion électorale organisée par le RPF le 10 juin 1951 à Mouy. Il accepte, en revanche, de figurer comme candidat « paysan » lors des élections législatives de 1956, en deuxième position de la liste « Concentration républicaine d'Action sociale » de l'Oise, derrière François Bénard. Réélu conseiller général indépendant en avril 1955, en juin 1961 et en octobre 1967, Président-fondateur du district urbain de Mouy, il est cependant battu aux élections cantonales de septembre 1973, au second tour, par le communiste Jean Sylla.
Par ses responsabilités locales, il acquiert une grande influence dans le département de l'Oise, en particulier auprès des milieux agricoles. Il est ainsi vice-président puis président entre 1956 et 1959 de la Fédération des exploitants agricoles de l'Oise. De 1959 à 1976, il préside ensuite la Chambre d'agriculture de l'Oise et la commission de l'agriculture au Conseil général à partir de 1970. Par ailleurs, il a également été président du district urbain de Mouy, président du syndicat intercommunal d'assainissement de la vallée du Thérain et vice-président de la caisse régionale du Crédit agricole de l'Oise.
C'est ce soutien du monde agricole, et notamment du journal L'Oise agricole, qui explique en partie son élection dès le premier tour comme sénateur de l'Oise en avril 1959, ainsi que ses réélections de 1965 à 1974. Au Sénat, il est rattaché, en 1959, au groupe Centre républicain d'Action rurale et sociale dont il devient membre en 1962. À partir de 1971, il est membre du groupe des Républicains indépendants d'Action sociale, puis retrouve son indépendance en siégeant comme non-inscrit à partir de 1980. Il est membre de la commission des affaires sociales en 1959, puis de la commission des affaires économiques et du plan.
Hector Dubois est également nommé, en octobre 1964, membre de la commission de développement économique de la région Picardie, de 1976 à 1978, vice-président du Conseil régional de Picardie et enfin membre du comité de l'agence financière du bassin Seine-Normandie.
En 1983, Hector Dubois décide de se retirer de la vie politique et ne se représente pas aux élections sénatoriales. Ses électeurs se reportent alors sur un autre défenseur du monde agricole, le centriste Michel Souplet. Il décède le 16 juin 1991.

## Décoration
- Commandeur de l'ordre du Mérite agricole